# Univerzitní nemocnice Louise Pasteura
Univerzitní nemocnice Louise Pasteura (oficiálně slovensky Univerzitná nemocnica L. Pasteura Košice, do 30. června 2010 Fakultná nemocnica Louisa Pasteura) je nemocnice v Košicích zařazená do koncové sítě zdravotnických zařízení, která vznikla sloučením dvou původně samostatných fakultních nemocnic. Poskytuje zdravotní péči pacientům z Košického kraje a ve specifických oborech pro celý východoslovenský region.
Nemocnice je s počtem lůžek 1616 druhou největší slovenskou nemocnicí. S výškou 83 metrů je její budova na třídě SNP nejvyšší nemocniční budovou na Slovensku, nejvyšší budovou v Košicích a patří mezi nejvyšší nemocnice v Evropě. Její součástí jsou 3 centra, 2 ústavy, 29 klinik a 30 oddělení.
Nemocnice má dva areály:
- Pracoviště Rastislavova 43, před sloučením Fakultní nemocnice s poliklinikou Louise Pasteura Košice
- Pracoviště Třída SNP 1, před sloučením Fakultní nemocnice s poliklinikou – „Nová nemocnice“

## Historie
Předchůdkyní fakultní nemocnice byla státní nemocnice v Košicích se 600 lůžky, otevřená 24. června 1924.
Budovu pracoviště na Třídě SNP 1 (lidově nazývanou Nová nemocnice) projektoval v roce 1966 tým architektů ve složení Otakar Steinbach, Vlasta Grguričová, Eman Hanzlík a Pavel Procházka. Výstavbu v letech 1966 až 1984 zajišťoval národní podnik Hutné stavby Košice. 21. prosince 1973 byla otevřena poliklinika Fakultní nemocnice, koncem roku 1979 byly otevřeny spojovací chodby („podnož“), centrální příjem a také psychiatrická klinika a dětská nemocnice. V lednu 1981 byla otevřena hlavní část celého areálu – lůžková část sídlící v dominantním devatenáctiposchoďovém monobloku. Část Lékařské fakulty UPJŠ a několika budov v tzv. „podnoži“ se podařilo dokončit až v roce 1984.
Dvě budovy patřící po takzvané podnože se nepodařilo dokončit a chátraly až do roku 2007, poté byly asanovány. Na jejich místě vyrostla moderní budova Východoslovenského ústavu srdečních a cévních chorob.